# Jean Renoir
Jean Renoir (phát âm: [ʁəˈnwaʁ]; 15 tháng 9 năm 1894 tại Paris - 12 tháng 2 năm 1979 tại Los Angeles, California) là một đạo diễn, diễn viên và nhà văn người Pháp. Ông là con thứ của Aline Charigot và họa sĩ Pháp Pierre-Auguste Renoir. Ông là em của Pierre Renoir, một diễn viên điện ảnh và sân khấu có tiếng của Pháp; là chú của Claude Renoir, một nhà điện ảnh; ông cũng là cha của Alain Renoir, một giáo sư danh dự trong văn học so sánh tại Đại học California tại Berkeley.
Với tư cách là một diễn viên điện ảnh và đạo diễn, ông đã sản xuất trên 40 bộ phim từ thời vô danh đến cuối thập niên 1960. Còn với tư cách nhà văn, ông viết cuốn tự truyện cuối cùng về người cha của ông vào năm 1962 với tên Pierre-Auguste Renoir, mon père.

## Danh sách các bộ phim
| Năm  | Phim                              | Ghi chú                                               |
| ---- | --------------------------------- | ----------------------------------------------------- |
| 1924 | Catherine                         | Có một vai trong phim                                 |
| 1925 | La Fille de l'eau                 |                                                       |
| 1926 | Nana                              |                                                       |
| 1927 | Sur un air de charleston          |                                                       |
| 1927 | Une vie sans joie                 | Phiên bản thứ hai của Catherine                       |
| 1927 | Marquitta                         |                                                       |
| 1928 | Tire-au-flanc                     |                                                       |
| 1928 | Le Tournoi dans la cité           |                                                       |
| 1928 | La Petite Marchande d'allumettes  | Dựa trên truyện Cô bé bán diêm                        |
| 1929 | Le Bled                           |                                                       |
| 1931 | On purge bébé                     |                                                       |
| 1931 | La Chienne                        |                                                       |
| 1932 | La Nuit du carrefour              |                                                       |
| 1932 | Boudu sauvé des eaux              |                                                       |
| 1932 | Chotard et Cie                    |                                                       |
| 1933 | Madame Bovary                     | Dựa trên truyện Madame Bovary                         |
| 1935 | Toni                              |                                                       |
| 1936 | Le Crime de Monsieur Lange        |                                                       |
| 1936 | Partie de campagne                | Có một vai trong phim                                 |
| 1936 | La vie est à nous                 | Có một vai trong phim                                 |
| 1936 | Les Bas-fonds                     |                                                       |
| 1937 | La Grande illusion                |                                                       |
| 1938 | La Marseillaise                   |                                                       |
| 1938 | La Bête humaine                   | Có một vai trong phim                                 |
| 1939 | La Règle du jeu                   | Có một vai trong phim, Phim nổi tiếng nhất của Renoir |
| 1941 | Swamp Water                       | Tên L'Étang tragique tại Pháp                         |
| 1943 | This Land Is Mine                 | Tên Vivre libre tại Pháp                              |
| 1944 | Salute to France                  | Tên Salut à la Franc tại Pháp                         |
| 1945 | The Southerner                    | Tên L'Homme du sud tại Pháp                           |
| 1946 | The Diary of a Chambermaid        | Tên Le Journal d'une femme de chambre tại Pháp        |
| 1947 | The Woman on the Beach            | Tên La Femme sur la plage tại Pháp                    |
| 1951 | The River                         | Tên Le Fleuve tại Pháp                                |
| 1953 | The Golden Coach                  | Tên Le Carrosse d'or tại Pháp                         |
| 1955 | French Cancan                     |                                                       |
| 1956 | Elena et les hommes               |                                                       |
| 1959 | Le Testament du docteur Cordelier | Phim TV                                               |
| 1959 | Le Déjeuner sur l'herbe           |                                                       |
| 1962 | Le Caporal épinglé                |                                                       |
| 1969 | Le Petit Théâtre de Jean Renoir   | Phim TV, 4 bộ                                         |